# (73040) 2002 EH92
(73040) 2002 EH92 – planetoida z pasa głównego asteroid okrążająca Słońce w ciągu 3,45 lat w średniej odległości 2,28 j.a. Odkryta 13 marca 2002 roku.